# Romantisk balett

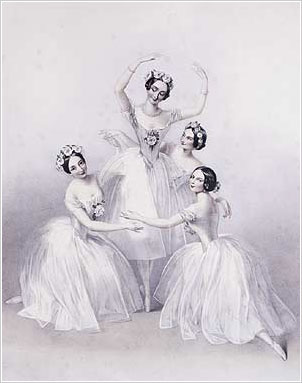
Illustration från den romantiska balettens era – ”Pas de Quatre” med Marie Taglioni, Carlotta Grisi, Fanny Cerrito och Lucile Grahn (1845)

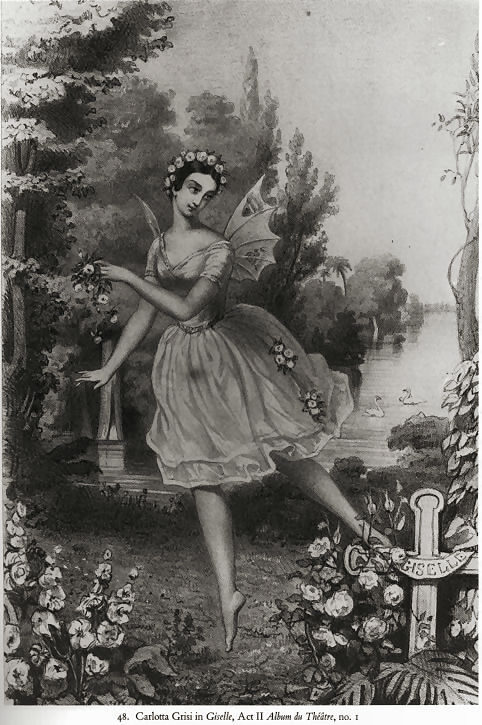
Italienska ballerinan Carlotta Grisi i baletten ”Giselle”

Den romantiska perioden inom balett inföll under 1800-talets första hälft och motsvarar i princip romantiken inom konst och litteratur. Den romantiska balettens tematik rör sig kring människans förhållande till naturen, samhället och det övernaturliga.
Den romantiska baletten koreograferades vanligtvis i två akter. Den första akten äger rum i dagsljus, medan den andra utspelar sig nattetid i det övernaturligas domän; baletten slutar i tragedi. Två kända exempel på baletter från den romantiska eran är Sylfiden (1832) och Giselle (1841).

## Ballerinan i fokus
Med den romantiska baletten kom de manliga dansarna i bakgrunden, och ballerinan fick en alltmer framträdande roll. En av de mest berömda ballerinorna var italienskan Marie Taglioni som kom att bli urtypen för den romantiska erans ballerinaideal. Ballerinans scenkostym var den vita romantiska tutun, en klockformad kjol med flera lager tunn tyll; med tutun bars ett vitt liv. I balettens andra akt, till exempel i Giselle, dansar corps de ballet i romantiska vita tutuer; detta kom med tiden att kallas ballet blanc (franska ’vit balett’).

## Specialeffekter
För att skapa dimmiga effekter och suggestiva scenmotiv använde man gasljus på scenen. I kombination med ballerinornas tunna tutuer och deras dans en pointe var det möjligt att med gasljuset uppnå drömlika och eteriska scenerier. 

## Romantiska baletter i urval
- La valse infernale (1831)
- Sylfiden (1832)
- Giselle (1841)
- Ondine, ou La naïade (1843)
- La Vivandière (1844)
- La Esmeralda (1844)
- Pas de Quatre (1845)
- Catarina (1846)
- Le Papillon (1861)

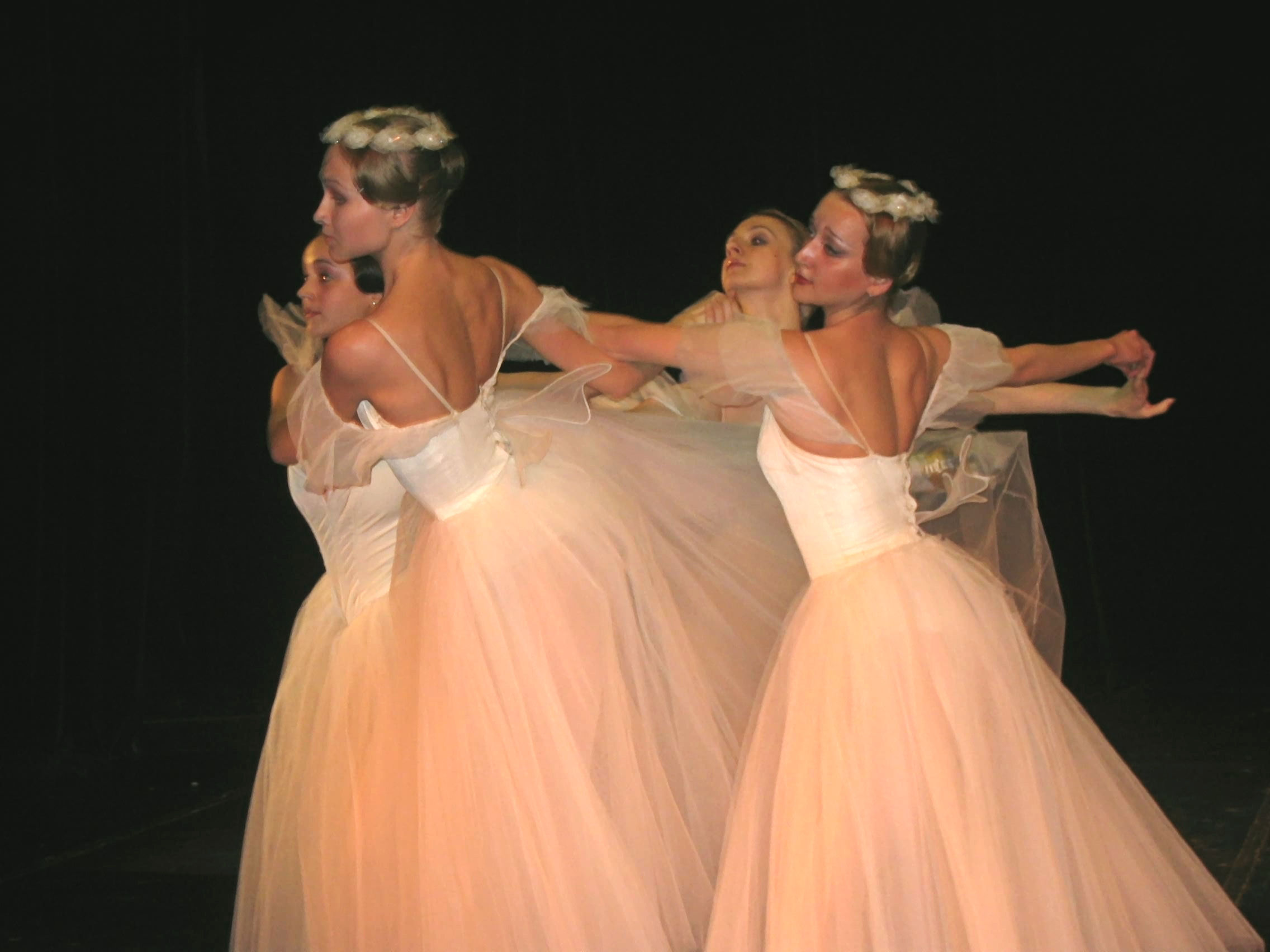
Ballerinor iförda romantiska tutuer

## Översättning
- Delar av artikeln är översatta från engelska Wikipedia 12 november 2006